# Eberhard Fetz

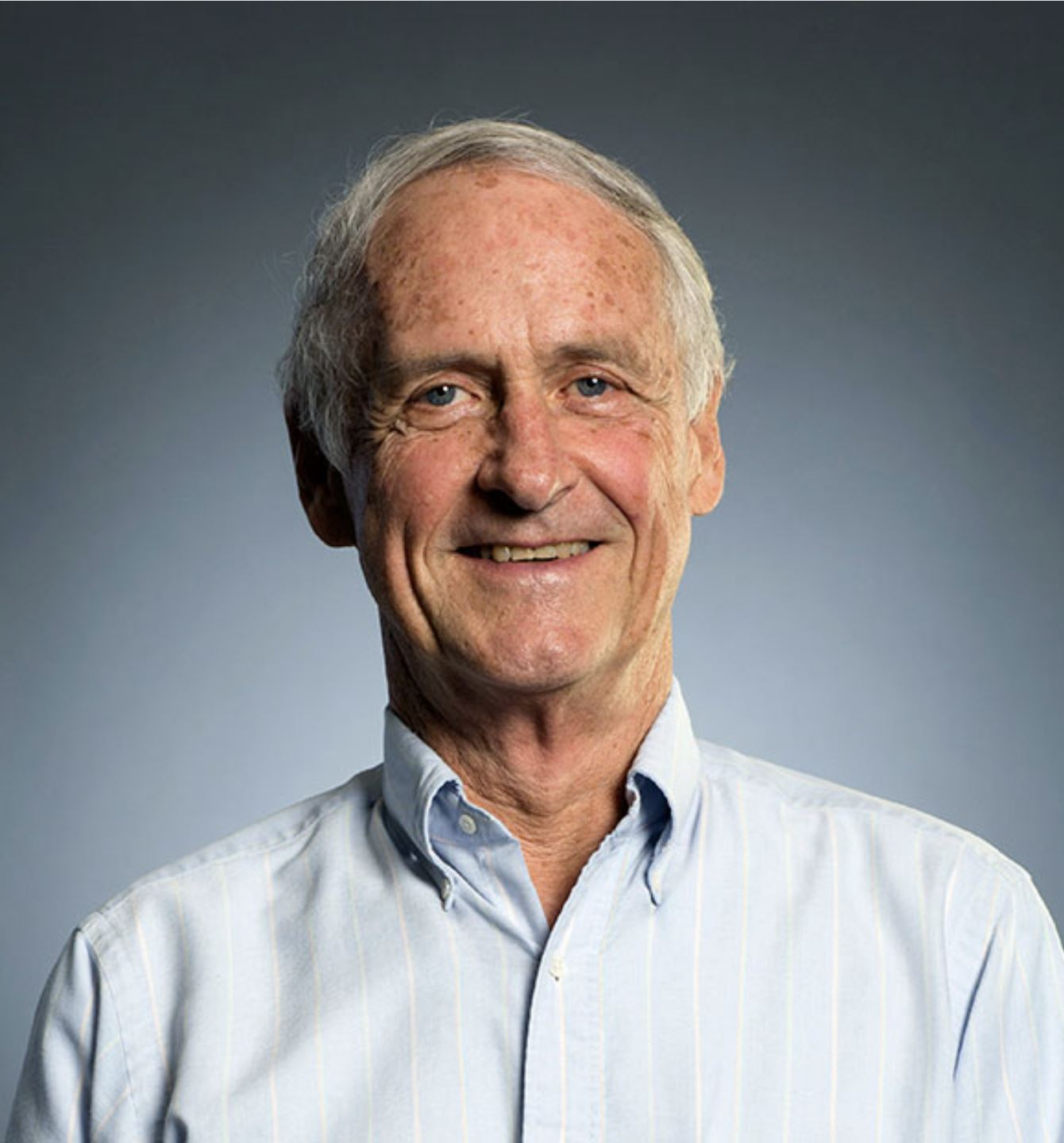
Eberhard Fetz

Eberhard Erich Fetz (* 5. Februar 1940 in Zwenkau, Sachsen) ist ein deutschstämmiger US-amerikanischer Neurophysiologe.

## Leben
1947 verließ die Familie von Eberhard Fetz Deutschland und ging in die Vereinigten Staaten. Dort studierte er Physik am Rensselaer Polytechnic Institute (Bachelor-Abschluss 1961) und promovierte 1967 bei Patrick David Wall am Massachusetts Institute of Technology mit der Arbeit Pyramidal Tract Effects on Spinal Cord Interneurons. Von 1967 bis 1969 war Postdoctoral Fellow am Department of Physiology and Biophysics der University of Washington School of Medicine in Seattle, Washington. 1969 wurde er Assistant Professor, 1975 Associate Professor und 1980 ordentlicher Professor (Full Professor) an der University of Washington. Neben seiner Professur am Department of Physiology and Biophysics war er von 1995 bis 1999 am Regional Primate Research Center (Head of Neuroscience Division) und anschließend bis 2005 am Washington National Primate Research Center  der University of Washington als Associate Director for Neuroscience tätig.
Als Neurophysiologe wurde er international bekannt durch seine Arbeiten zu Gehirn-Computer-Schnittstellen und Versuchen mit Primaten. Bereits 1969 veröffentlichte er bahnbrechende Erkenntnisse über die Konditionierung des Entladeverhaltens von Einzelneuronen. Mittels operanter Konditionierung lernten Affen die Aktivität einzelner Neuronen gezielt zu steuern. Mit seinen Mitarbeitern gelang es Eberhard Fetz Affen so zu trainieren, dass es einem Tier möglich war, über die Gehirn-Computer-Schnittstelle den eigenen, vorübergehend gelähmten Arm kontrolliert zu bewegen.
Von 1972 bis 1974 war er Forschungsstipendiat der Alfred P. Sloan Foundation (Sloan Research Fellowship).
2004/2005 war er für ein Jahr Fellow am Wissenschaftskolleg zu Berlin. Dort beschäftigte er sich mit neuen Möglichkeiten der Darstellung der Gehirnfunktion mittels grafischer und multimedialer Techniken. Seit 2017 ist er Adjunct Professor am Center for Digital Arts and Experimental Media der University of Washington.

## Schriften (Auswahl)
- E. E. Fetz: Operant conditioning of cortical unit activity. In: Science. Band 163, Nr. 3870, 1969, S. 955–958, doi:10.1126/science.163.3870.955.
- Eberhard E. Fetz, Paul D. Cheney: Postspike facilitation of forelimb muscle activity by primate corticomotoeuronal cells. In: Journal of Neurophysiology. Band 44, Nr. 4, 1980, S. 751–772.
- P. D. Cheney, . E. Fetz: Functional classes of primate corticomotoneuronal cells and their relation to active force. In: Journal of Neurophysiology. Band 44, Nr. 4, 1980, S. 773–791.
- E. E. Fetz: Are movement parameters recognizably coded in the activity of single neurons? In: Behavioral and Brain Sciences. Band 15, 1992, S. 679–690.
- Venkatesh N. Murthy, E. E. Fetz: Coherent 25- to 35-Hz oscillations in the sensorimotor cortex of awake behaving monkeys. In: Proceedings of the National Academy of Sciences, USA. Band 89, 1992, S. 5670–5674.
- V. N. Murthy, E. E. Fetz: Oscillatory activity in sensorimotor cortex of awake monkeys: Synchronization of local field potentials and relation to behavior. In: Journal of Neurophysiology. Band 76, Nr. 6, 1996, S. 3949–3967.
- E. E. Fetz: Volitional control of neural activity: implications for brain-computer interfaces. In: Journal of Physiology. Band 579.3, 2007, S. 571–579, doi:10.1113/jphysiol.2006.127142.